# 에레라 오리아역
에레라 오리아 역(스페인어: Herrera Oria)은 마드리드 지하철 9호선의 역이다. 마드리드 푸엥카랄엘파르도 구 엘필라르 지역과 라파스 지역에 걸쳐 있으며, 긴소 데 리미아 거리에서 카르데날 에레라 오리아 대로와 일루스트라시온 대로와 만나는 교차로 지점에 위치해 있다. 요금구역 상으로는 A구역에 속한다.

## 역사
1983년 6월 3일 9호선의 첫 북쪽 구간 개통과 함께 문을 열었다. 지선 구간에 속했기 때문에 '9b호선'이라 불렸지만 1986년 2월 24일부터 9호선 본선에 속하게 되었다. 한동안 9호선의 시종착역이었으며, 이 역까지 운행을 마치고 나면 엘 사세달 차고로 터널이 이어졌다. 2011년 3월 28일 9호선은 미라시에라 역까지 연장되었고 2015년 3월에 파코 데 루시아 역까지 다시금 연장되었다.
역이 완공될 당시 마드리드 지하철의 총연장 길이가 100km를 돌파하였다. 이 때문에 이 역의 개업식에는 후안 카를로스 1세 국왕이 참석하였다.

## 환승 정보
역 주변에 버스 정류장이 여섯 곳 있다.
버스
- 시내버스
  - 49, 67, 124, 127, 133, 134번 노선 (주간)
  - N23번 노선 (야간)
- 시외버스
  - 815번 노선 (주간)

지하철
| 마드리드 지하철           | 마드리드 지하철       | 마드리드 지하철                   |
| ------------------------- | --------------------- | --------------------------------- |
| 미라시에라 파코 데 루시아 | 마드리드 지하철 9호선 | 바리오 델 필라르 아르간다 델 레이 |